# Torgeir Augundsson

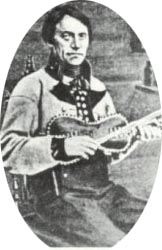
Torgeir Augundsson - Myllarguten

Torgeir Augundsson, känd som Myllarguten född 3 maj 1801 och död 21 november 1872, var en norsk folkmusiker. Han var 1800-talets mest kände på sitt instrument hardangerfelan.
Augundsson var från Sauherad i  Telemark. Han lärde sig spela i mycket ung ålder och framträdde närmast som underbarn i sin hembygd. Från denna tid blev han känd som Myllarguten, eftersom hans far var mjölnare. 
Vid 15 års ålder räknades han som en av de allra bästa felespelarna i Telemark, 1817 spelade han första gången på marknader i Skien och Kongsberg, och på 1820-talet reste han även till Bergen och i Vestlandsbygder som Hardanger, Voss och Suldal. Han tog kontakt med de bästa spelmännen på de platser han besökte och lärde sig från deras repertoar, som han omformade och utökade med nya variationer efter eget huvud. 
År 1831 hörde violinisten Ole Bull honom i Bergen. 
Med sitt mäktiga och virtuosa spel fängslade han Bull, och genom den vidare kontakten gjorde han denne förtrogen med norsk folkmusik. Senare följde han Bull på konsertresor till Kristiania, Göteborg och Köpenhamn, och kunde för intäkterna köpa sig en gård i Rauland, vilken han dock på äldre år åter miste. 
Augundsson, som själv komponerade låter i bygdestil, inledde på sätt och vis en nationellt folklig strömning i norsk konstmusik. I sina Slåtter opus 72 har Edvard Grieg bearbetat en av Augundssons brudmarscher.